# Matilde Bajer
Pauline Matilde Theodora Bajer (Næstved, 4 de gener del 1840 - Copenhaguen, 4 de març del 1934) fou una activista feminista, sufragista i pacifista danesa.

## Biografia
Pauline Matilde Theodora Schlüter nasqué el 4 de gener del 1840 a Frederikseg, Herlufmagle Sogn, al municipi de Næstved, Dinamarca. Son pare era terratinent. Es casà amb Fredrik Bajer, a qui coneixia des de l'adolescència, i el va convèncer que les dones haurien de tenir la mateixa posició social que els homes. Durant un temps fou presidenta de la Societat Danesa de Dones (Dansk Kvindesamfund), que ajudà a fundar al 1871. El 1885 fou cofundadora de l'ala política de l'Associació de Progrés de les Dones (Kvindelig Fremskridtsforening), que lluità pel sufragi femení i ho aconseguí el 1915.
Bajer també col·laborà amb la Societat Danesa de la Pau (Dansk Fredsforening) a la qual es va dedicar Fredrik. La quàquera i pacifista anglesa Priscilla Hannah Peckover es va reunir amb Fredrik i Matilde en un aplec de dones escandinaves al 1888. Peckover va pagar les despeses de Matilde perquè participàs en reunions internacionals per la pau. Matilde Bajer va morir el 4 de març del 1934 a Copenhaguen.